# مردی‌لو (هوراند)
مردی‌لو یکی از روستاهای استان آذربایجان شرقی است که در دهستان چهاردانگه بخش مرکزی شهرستان هوراند واقع شده‌است. این روستا بالغ بر 150 تا خانوار و حدود 750 نفر جمعیت دارد.
جمعیت روستای مردلی به شغل کشاورزی مشغول هستن. 
روستای مردلی در نزدیکی یک رود دائمی به نام{قره سو} و یک رودی فصلی بنام{چایلاق} واقع است و دارای زمین های حاصلخیز است که در بیشتر زمین های آبی این روستای برنج کاشته میشود.